# 七糎山炮
七糎山炮為日本在19世紀從義大利技術轉移生產的山炮，主要在19世紀末的日本對外戰爭中運用，20世紀初退役。

## 簡介
明治維新後，日本新政府積極的試圖自產現代化武器，投資了若干重工業生產設備，並向國外採購現代化武器的製造技術。七糎山砲為日本向義大利技術協助下製造的武器。大阪砲兵工廠所屬的兵工軍官太田徳三郎在出國考察後，取得義大利杜林兵工廠研發的7BR Ret.山砲技術，並引進國內製造，日本稱該炮為ウカチェス式青銅砲。大田少校當時還引進了7 BR Ret. Camp.野戰炮技術，在日本製造稱為七糎野炮。
之所以選擇此款武器，是因為當時日本的煉鋼技術仍不成熟，因此採用技術可靠的青銅鑄造砲管打造的後膛裝填火砲。按照原始設計，山砲一般是採用4馬拖曳，必要時可拆分為三個結構：炮管、炮架、炮輪，每個總成都可用一頭騾子駝運，每頭騾子可以駝運2組彈藥箱。此外，七糎山砲跟隨義大利當時命名邏輯，因此火炮實際口徑雖然是75公厘，但是僅用口徑的十位數字採行命名，也是作為其火砲的特色。
七糎山砲量產後成為日本陸軍主力火砲之一，在甲午戰爭時大量使用，因20世紀初的火砲科技日新月異而退出一線編制，至日俄戰爭時已列入預備役武器。

## 相關条目
- 1877年式7.5公分山炮—德國克魯伯公司在相近年份開發的同類產品